# أل بانغورا
أل بانغورا (بالإنجليزية: Al Bangura)‏ هو لاعب كرة قدم سيراليوني في مركز الوسط، ولد في 24 يناير 1988 في فريتاون في سيراليون. شارك مع منتخب سيراليون لكرة القدم. أما مع النوادي، فقد لعب مع برايتون أند هوف ألبيون وفوريست غرين وكوفنتري سيتي ومرسين إيدمانيوردو ونادي بلاكبول ونادي قبله ونادي واتفورد.

## وصلات خارجية
- أل بانغورا على موقع اتحاد تركيا (لاعب) (الإنجليزية)
- أل بانغورا على موقع قاعدة بيانات كرة القدم.إي يو (الإنجليزية)
- أل بانغورا على موقع ناشيونال فوتبول تيمز (الإنجليزية)
- أل بانغورا على موقع Soccerbase.com (لاعب) (الإنجليزية)
- أل بانغورا على موقع Soccerway.com (الإنجليزية)
- أل بانغورا على موقع عالم كرة القدم.نت (الإنجليزية)
- أل بانغورا على موقع دورة ألعاب الكومنولث 2006 (مؤرشف) (الإنجليزية)